# Radical 19

Le radical 19 (力) signifie force et c'est un des 23 radicaux chinois répertoriés dans le dictionnaire de Kangxi composés de deux traits.
Dans le dictionnaire de Kangxi il existe 163 caractères (sur plus de 49 030) sous ce radical.
Le caractère Unicode de 力 est 529B.

## Caractères avec le radical 19
| nombre de traits          | caractères                             |
| ------------------------- | -------------------------------------- |
| Sans trait supplémentaire | 力                                     |
| 1 trait supplémentaire    | 劜                                     |
| 2 traits supplémentaires  | 劝 办                                  |
| 3 traits supplémentaires  | 功 加 务 劢                            |
| 4 traits supplémentaires  | 劣 劤 劥 劦 劧 动 攰                   |
| 5 traits supplémentaires  | 助 努 劫 劬 劭 劮 劯 劰 励 劲 劳 労    |
| 6 traits supplémentaires  | 劵 劶 劷 劸 効 劺 劻 劼 劽 劾 势       |
| 7 traits supplémentaires  | 勀 勁 勂 勃 勄 勅 勆 勇 勈 勉 勊 勋 巭 |
| 8 traits supplémentaires  | 勌 勍 勎 勏 勐 勑                      |
| 9 traits supplémentaires  | 勒 勓 勔 動 勖 勗 勘 務 勚             |
| 10 traits supplémentaires | 勛 勜 勝 勞                            |
| 11 traits supplémentaires | 募 勠 勡 勢 勣 勤 勥 勦 勧             |
| 12 traits supplémentaires | 勨 勩 勪 勫 勬 勭                      |
| 13 traits supplémentaires | 勮 勯 勰 勱 勲                         |
| 14 traits supplémentaires | 勳                                     |
| 15 traits supplémentaires | 勴 勵 勶                               |
| 17 traits supplémentaires | 勷                                     |
| 18 traits supplémentaires | 勸                                     |